# Сент-Джозеф (округ, Індіана)
Шаблон:StateAbbr_ 41°37′00″ пн. ш. 86°17′23″ зх. д. / 41.61672° пн. ш. 86.28986° зх. д.
Округ Сент-Джозеф (англ. St. Joseph County) — округ (графство) у штаті Індіана, США. Ідентифікатор округу 18141.

## Історія
Округ утворений 1830 року.

## Демографія
За даними перепису
2000 року
загальне населення округу становило 265559 осіб, зокрема міського населення було 243508, а сільського — 22051.
Серед мешканців округу чоловіків було 128133, а жінок — 137426. В окрузі було 100743 домогосподарства, 66802 родин, які мешкали в 107013 будинках.
Середній розмір родини становив 3,07.
Віковий розподіл населення поданий у таблиці:
| Стать    | До 15 років | 15-21 | 22-29 | 30-39 | 40-49 | 50-65 | 65-85 | Понад 85 |
| -------- | ----------- | ----- | ----- | ----- | ----- | ----- | ----- | -------- |
| Чоловіки | 28941       | 15736 | 13979 | 18353 | 19283 | 17640 | 12881 | 1320     |
| Жінки    | 28105       | 16165 | 14164 | 18699 | 19653 | 18740 | 18351 | 3549     |

## Суміжні округи
- Беррієн, Мічиган — північ
- Кесс, Мічиган — північний схід
- Елкгарт — схід
- Маршалл — південь
- Старк — південний захід
- Лапорт — захід

## Виноски
1. ↑  https://indianamemory.contentdm.oclc.org/digital/collection/p1819coll6/id/55919
2. ↑  U.S. Decennial Census. United States Census Bureau. Процитовано 10 липня 2014.
3. ↑  Historical Census Browser. University of Virginia Library. Архів оригіналу за 11 серпня 2012. Процитовано 10 липня 2014.
4. ↑  Population of Counties by Decennial Census: 1900 to 1990. United States Census Bureau. Процитовано 10 липня 2014.
5. ↑  Census 2000 PHC-T-4. Ranking Tables for Counties: 1990 and 2000 (PDF). United States Census Bureau. Процитовано 10 липня 2014.
6. ↑  St. Joseph County QuickFacts. Бюро перепису населення США. Архів оригіналу за 6 серпня 2011. Процитовано 25 вересня 2011. [Архівовано 2011-08-06 у Wayback Machine.](англ.) Наведено за англійською вікіпедією.
7. ↑  American FactFinder. Бюро перепису населення США. Архів оригіналу за 26 лютого 2012. Процитовано 31 січня 2008. [Архівовано 2008-05-21 у Wayback Machine.]

| США | Це незавершена стаття з географії США. Ви можете допомогти проєкту, виправивши або дописавши її. |